# Acacia oxycedrus
Espèce
Acacia oxycedrus est une espèce de plantes à fleurs de la famille des Fabaceae. C'est un arbuste endémique en Australie.

## Description
C'est un arbuste au port dressé ou étalé qui atteint jusqu'à 2 mètres de haut et a des phyllodes pointues avec 3 ou 4 nervures saillantes longitudinales. Les capitules cylindriques jaune vif à jaune pâle apparaissent en groupes de 1 à 3 à l'aisselle des phyllodes de juillet à octobre, suivie de gousses droites ou légèrement courbées qui font de 4 à 10 cm de long et de 3 à 6 mm de large.

## Répartition et habitat
L'espèce est présente sur les sols sablonneux des forêts sclérophylles sèches ou des landes en Australie-Méridionale, Victoria et de Nouvelle-Galles du Sud.